# Amy Ewing

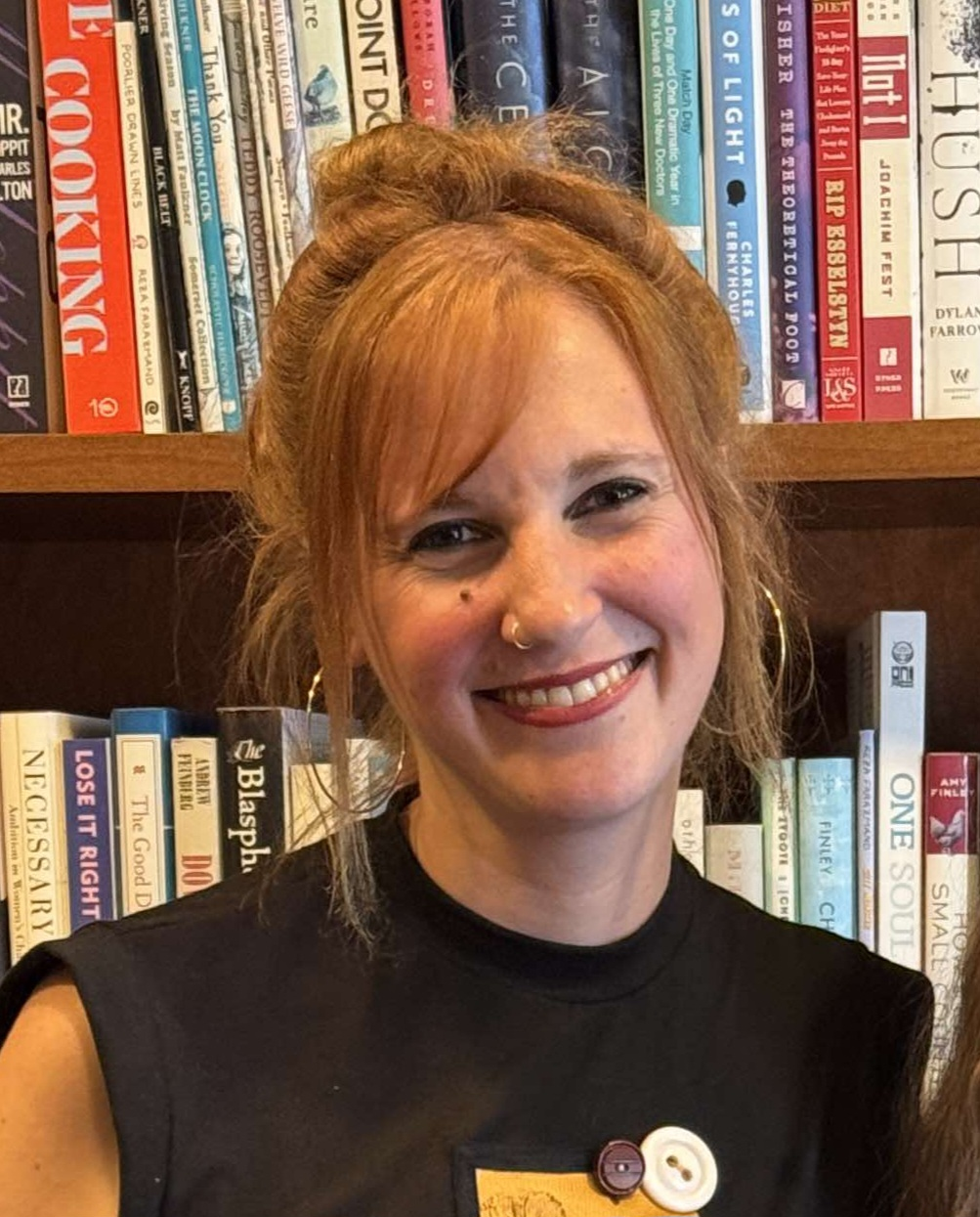

Amy Ewing, född 1982 i Boston, är en amerikansk författare av ungdomsromaner och samtida romance för vuxna, däribland The Lone City-trilogin. Hon arbetar även som frilansande redaktör.
Ewing växte upp i Norwood i Massachusetts. År 2000 flyttade Ewing till New York för att studera teater vid New York University. Skådespelarkarriären tog dock aldrig fart och hon började istället med skrivande.

### Romaner[5]
- The Jewel, 2014, HarperCollins[9]
- The White Rose, 2015, HarperCollins
- The Black Key, 2016, HarperCollins
- The Cerulean, 2019, HarperCollins
- The Alcazar, 2020, HarperCollins
- The Irish Goodbye, 2024, Alcove Press/Penguin Random House[10]